# Kashmir (gruppo musicale)
I Kashmir sono un gruppo musicale alternative rock danese attivo dal 1991.

## Storia
La band si è formata nella primavera del 1991 dai compagni di scuola Kasper Eistrup, Mads Tunebjerg e Asger Engholm Techau a Frederiksberg, inizialmente come trio chiamato Nirvana, suonando blues. Con il passare degli anni la notorietà dei Nirvana di Seattle negli Stati Uniti stava aumentando, la band fu costretta a dover cambiare nome. La scelta ricadde su Kashmir,  facendo riferimento alla canzone di una delle loro band preferite, dei Led Zeppelin. I Kashmir arrivarono secondi al campionato rock danese del 1993 e l'attenzione sulla band aumentò. Nel 1994 i Kashmir ottennero il loro primo contratto discografico, con la nuova etichetta discografica Start, dove fu pubblicato il loro primo album, Travelogue. Successivamente, i Kashmir hanno firmato un contratto con Sony Danimarca. Grazie a The Good Life hanno raggiunto il successo e hanno vinto sei DMA (Danish Music Awards) nel 2000. Nel 2001 il tastierista Henrik Lindstrand si è unito alla band.
Nel loro album No Balance Palace (2005) vi sono collaborazioni eccellenti: la produzione è di Tony Visconti, mentre al lato artistico hanno partecipato Lou Reed e David Bowie.
Il sesto album è uscito nel febbraio 2010 ed è stato registrato presso Electric Lady Studios di New York.
Kasper Eistrup ha affermato nel novembre del 2017  di non essere più un musicista, per il momento. Il che lascia intendere che la band, al momento, non ha intenzione di continuare a suonare.
(Kasper Eistrup)
Nel 2016, Asger Techau, con l'album Phonetics, ha iniziato una carriera da solista a proprio nome, come cantante e chitarrista. La fonetica è prodotta dall'americano Mario McNulty, che è noto per il suo lavoro di lunga data con David Bowie.
Nel 2017, Asger Techau ha pubblicato l'EP Waves contenente 4 canzoni prodotte da Caspar Hesselager.
Il primo ottobre 2019, la band annuncia su Facebook il loro ritorno in scena con due spettacoli dal vivo a maggio al Jyske Bank Boxen, Herning e il 29 maggio alla Royal Arena, Copenaghen. Poi posticipati a data da destinarsi causa Covid-19. 
Il 30 Ottobre 2020 la band pubblica, con la Sony Music un boxset, dove sono presenti le versioni masterizzate in vinile di tutti gli album in studio dei Kashmir dagli inizi fino ad oggi.

## Formazione
- Kasper Eistrup - voce, chitarra (1991 - presente)
- Mads Tunebjerg - basso (1991 - presente)
- Asger Techau - batteria (1991 - presente)
- Henrik Lindstrand - tastiere, chitarra (2001 - presente)

## Discografia

### Album
- 1992 - Cabaret
- 1994 - Travelogue
- 1996 - Cruzential
- 1999 - The Good Life
- 2001 - Home Dead
- 2003 - Zitilites
- 2005 - No Balance Palace
- 2010 - Trespassers
- 2013 - E.A.R

### Raccolte
- 2011 - Katalogue
- 2020 - Kollected

### Album dal Vivo
- 2005 - The Aftermath

### Dvd
- 2004 - Rocket Brothers
- 2005 - The Aftermath  - A live concert from Store Vega, Copenhagen. November 2–3, 2004.
- 2009 - Mouth Full Of Wasps // Video "Making Of....."[3]